# 90 Pułk Piechoty (Imperium Rosyjskie)
90 Oneski pułk piechoty (ros. 90-й пехотный Оне́жский полк) – oddział piechoty okresu Imperium Rosyjskiego.

## Charakterystyka
Sformowany w 1803. Stacjonował między innymi w Tallinnie.

 W przededniu I wojny światowej pułk etatowo posiadał cztery bataliony po cztery kompanie oraz kompanię tyłową. Kompania piechoty czasu wojny liczyła około 240 żołnierzy i 4–5 oficerów. Na szczeblu pułku występował także pododdział karabinów maszynowych (8 km), łączności (w tym 14 konnych gońców i 21 telefonistów) i zwiadowczy (64 zwiadowców, w tym 4 kolarzy). W sumie pułk liczył około 4000 żołnierzy.
Rozformowany w 1918.

## Podporządkowanie
Lipiec 1914:
- 18 Korpus Armijny – Petersburg[7]
  - 23 Dywizja Piechoty – Tallinn
    - 1 Brygada Piechoty – Tallinn
      - 90 Oneski pułk piechoty – Tallinn